# Râul Satu
Râul Satu este un curs de apă, afluent al râului Rebra. 